# Angus & Julia Stone
Angus & Julia Stone is een singer-songwritersduo uit Sydney, Australië. Het duo bestaat uit Angus Stone en Julia Stone, die broer en zus van elkaar zijn. Het duo bracht in 2007 zijn eerste album uit. Naast het duo zelf, dat voornamelijk gitaar speelt, spelen er af en toe ook een drummer, pianist en een bassist mee met opnames en concerten. Bekende liedjes zijn Draw Your Swords, Big Jet Plane en Chateau.

## Geschiedenis
Angus & Julia Stone kregen het muziek maken van huis uit mee. Hun vader was de zanger en gitarist van een coverband. De samenwerking tussen broer en zus leverde direct twee ep's op: Chocolates and Cigarettes en Heart Full of Wine.
In 2006 vertrokken Angus & Julia Stone naar Londen. Hier werden ze ontdekt door Fran Healy, de frontman van Travis. Onder zijn begeleiding brachten ze in 2007 hun eerste album uit: A Book Like This. Als gevolg van dit album maakt het duo een tour door onder meer Europa.
In maart 2010 verscheen hun tweede album "Down The Way". Het album kwam in thuisland Australië binnen op #1 in de ARIA album chart en leverde broer en zus drie ARIA Music Awards op. Deze muziekprijs is vergelijkbaar met de Grammy Awards, maar alleen voor Australische artiesten. Het album won in de categorieën 'Album of the Year' en 'Best Adult Alternative Album. Daarnaast won de single 'Big Jet Plane' de prijs voor 'Single of the Year'.

## Trivia
- Angus & Julia Stone regisseren hun eigen videoclips.[2]
- De single Paper Aeroplane werd in Nederland gebruikt in de commercial van het Nederlandse bedrijf Maandag.
- Sommige singles (waaronder 'Draw your Swords') worden ook gebruikt in afleveringen van de Amerikaanse ziekenhuisserie Grey's Anatomy.
- Het nummer Big Jet Plane werd in 2011 een top 10-hit in België in een coverversie door Goodwill & Hook N Sling. Het kreeg voor deze versie wel een andere titel: Take You Higher. Het nummer is ook te horen tijdens de aftiteling van de Franse komedie Les Émotifs Anonymes (Jean-Pierre Améris, 2010).
- Ze hebben ook een nummer geschreven voor de film Breaking Dawn Part 1 van de gekende Twilight Saga. Het nummer heet 'Love will take you'.
- Het nummer Santa Monica Dream werd gebruikt in de videogame Life is Strange.
- Het nummer 'For you' werd ook gebruikt in het eerste seizoen van de Amerikaanse ABC serie Revenge.

## Discografie

### Albums
| Album met eventuele hitnotering(en) in de Nederlandse Album Top 100 | Datum van verschijnen | Datum van binnenkomst | Hoogste positie | Aantal weken | Opmerkingen |
| ------------------------------------------------------------------- | --------------------- | --------------------- | --------------- | ------------ | ----------- |
| A book like this                                                    | 02-05-2008            | -                     |                 |              |             |
| Down the way                                                        | 15-03-2010            | 27-03-2010            | 66              | 4            |             |
| Memories of an old Friend                                           | 2011                  |                       |                 |              |             |
| Angus & Julia Stone                                                 | 01-08-2014            |                       |                 |              |             |
| Snow                                                                | 14-09-2017            |                       |                 |              |             |

### Ep's
- Chocolates and Cigarettes EP (26 augustus 2006)
- Heart Full of Wine EP (2007)
- The Beast EP (2007)
- Hollywood EP (2008)
- Opnamen van een live sessie (exclusief voor iTunes) (2009)